# Metreleptin
Metreleptin  ist ein Arzneistoff zur Leptin-Ersatztherapie. Das Protein Metreleptin ist ein rekombinantes Analogon des humanen (also menschlichen) Leptins. Eingesetzt wird Metreleptin zur Behandlung der sehr seltenen Erkrankung (orphan disease) Lipodystrophie.
In den USA ist Metreleptin seit 2014 seitens der amerikanischen Zulassungsbehörde (FDA) unter dem Handelsnamen Myalept zugelassen. Für die EU erfolgte die Zulassung im Juli 2018 als Myalepta.

## Eigenschaften
Metreleptin besteht aus 147 Aminosäuren mit einer Disulfidbrücke zwischen Cysteinen an den Positionen 97 und 147.

## Herstellung
Metreleptin wird als rekombinantes Protein in E.coli hergestellt. Das Metreleptin wird anschließend gereinigt.

## Klinische Angaben

### Anwendungsgebiete
Metreleptin  ist ein rekombinantes humanes Leptin-Analogon, vorgesehen als Ergänzung zu einer Diät in der Ersatztherapie zur Behandlung von Komplikationen eines Leptin-Mangels bei Patienten mit einer angeborenen oder erworbenen generalisierten Lipodystrophie. Es wird subkutan injiziert.
Lipodystrophie ist mit einer Prävalenz von etwa 1 zu 1 Million sehr selten. Metreleptin wurde im Juli 2012 für die EU als Arzneimittel für seltene Leiden ausgewiesen.

### Gegenanzeigen und weitere Anwendungsbeschränkungen
Metreleptin darf nicht angewendet werden bei allgemeinem Übergewicht, das nicht mit einer angeborenen Lipodystrophie assoziiert ist, sowie bei bestehender Überempfindlichkeit auf Metreleptin.
Die Sicherheit und Wirksamkeit von Metreleptin in der Behandlung einer partiellen Lipodystrophie oder zur Behandlung einer Lebererkrankung, inkl. einer Steatohepatitis, wurden bisher nicht ausreichend untersucht. Metreleptin ist nicht vorgesehen zur Anwendung bei Patienten, die aufgrund einer antiretroviralen Therapie an einer HIV-assoziierten Lipodystrophie leiden, oder bei Patienten mit einer metabolischen Erkrankung, inkl. Diabetes mellitus und Hypertriglyceridämie.

### Unerwünschte Wirkungen
Als Nebenwirkungen wurden Anti-Metreleptin-Antikörper mit neutralisierender Eigenschaft beobachtet. Es wurden T-Zell Lymphome bei Patienten mit einer erworbenen generalisierten Lipodystrophie beobachtet, ein ursächlicher Zusammenhang konnte bis jetzt nicht erkannt werden.

### Studien
Aktuell laufen ca. 30 Studien, die bei clinicaltrials.gov gelistet sind.

## Handelsnamen
Der Handelsname für Metreleptin in der EU ist Myalepta; Hersteller ist Aegerion (EU). Der Handelsname in den USA lautet Myalept; Hersteller ist Novelion. Aegerion ist die europäische Tochtergesellschaft von Novelion.